# Francesco Ruspoli, III principe di Cerveteri
Francesco Ruspoli (Roma, 19 febbraio 1752 – Roma, 8 marzo 1829) è stato un principe italiano.

## Biografia
Francesco Ruspoli nacque a Roma il 19 febbraio 1752, figlio di Alessandro Ruspoli, II principe di Cerveteri, e della sua seconda moglie Prudenza Marescotti-Capizucchi, sua cugina di primo grado. Per parte del padre egli era imparentato con Papa Innocenzo XIII (una sua bisnonna paterna, Giacinta Conti, era la sorella maggiore di quest'ultimo); un suo zio era il cardinale Bartolomeo Ruspoli.
Grazie al ruolo preminente della seconda moglie, austriaca per nascita, ottenne la nomina ad ambasciatore imperiale presso la corte di Napoli, incarico che mantenne dal 1790 al 1792.
Dal 1808 da Pio VII fu elevato alla carica di Gran Maestro del Sacro Ospizio raccogliendone la successione in essa dai Conti, come cugino di Michelangelo (m. 1808), ultimo duca di Poli e Guadagnolo, figlio di Stefano che aveva sposato Vittoria Ruspoli sua zia.
Intimo dell'imperatore Francesco I d'Austria, venne da questi nominato suo Consigliere Privato e Ciambellano imperiale, venendo incaricato anche di una missione diplomatica straordinaria per conto della corte di Vienna presso la corte di Napoli. Nel 1799 venne trasferito a Venezia quale ambasciatore imperiale presso il conclave che in quell'anno si tenne proprio nella città lagunare e nel quale uscì eletto papa Pio VII.
Assiduo sostenitore della Restaurazione pontificia dopo il congresso di Vienna, fu ad ogni modo costretto a rinunciare ai suoi diritti feudali, non mancando ad ogni modo da parte sua alcune pretese su Vignanello, borgo sul quale la sua famiglia vantava diritti secolari.
Morì a Roma l'8 marzo 1829.

## Matrimonio e figli
Francesco sposò in prime nozze il 10 settembre 1781 Maria Isabella Giustiniani (Roma, 8 novembre 1763 – 25 agosto 1783), figlia di Benedetto Giustiniani, V principe di Bassano e di Cecilia Mahon, dalla quale però non ebbe figli.
Alla morte della moglie, egli si risposò il 19 aprile 1784 con la principessa austriaca Maria Leopoldina von Khevenhüller-Metsch (22 agosto 1764 – 24 febbraio 1845), figlia di Johann Sigmund, II principe di Khevenhüller-Metsch e di sua moglie, Maria Anna del Liechtenstein, dalla quale ebbe sette figli:
- Alessandro (5 ottobre 1784 – 31 ottobre 1842), IV principe di Cerveteri; sposò Marianna Esterházy de Galántha.
- Sigismondo (1787 – 11 maggio 1849), sposò in prime nozze la contessa Faustina Tomassini (? – 1832), dalla quale ebbe un figlio, ed in seconde nozze si risposò con Paola Bellinzoni (Roma, 28 agosto 1819 – Roma, 29 marzo 1892).
- Camillo (Roma, 30 marzo 1788 – Firenze, 30 luglio 1864), capo dello squadrone del reggimento di dragoni di Sua Santità Leone XII, cavaliere di giustizia del Sovrano Militare Ordine di Malta, Maestrante de Granada, Gran Croce dell'Ordine di Carlo III, Gentiluomo di Camera dell'Imperatore d'Austria. Sposò a Madrid il 18/8 novembre 1821 donna Carlota de Godoy, II duchessa di Sueca (Madrid, 7 ottobre 1800 – Parigi, 13 maggio 1886). Diede vita alla linea spagnola dei principi Ruspoli, I duchi di Sueca e L´Alcudia.
- Amalia (30 luglio 1790 – 1867), sposò il conte Vincenzo Pianciani.
- Leopoldo (1791 – 27 settembre 1817), morì celibe e senza discendenza.
- Emanuele (1794 – 1837), cadetto della Guardia Nobile. Fu inviato in spedizione a Vienna il 23-9-1816 per l´Arcivescovo di Olmutz (Moravia) e Vescobo di Gurk (Carinzia), ed a Madrid il 1-10-1826 per il Nunzio Apostolico Mons. Giustiniani. Sposò Adélaïde Giraud (? – 1835), senza discendenza.
- Bartolomeo (26 ottobre 1800 – 1872), sposò Carolina Ratti (1805 – 1881); ebbe discendenza (tra i suoi figli vi fu Emanuele Ruspoli, principe di Poggio Suasa).

## Ascendenza
|                                                             |                                                         |                                                              | Genitori                                              |  |  | Nonni |  |  | Bisnonni                                                |  |  | Trisnonni                                        |  |
|                                                             |                                                         |                                                              |                                                       |  |  |       |  |  | Alessandro Marescotti Capizucchi, V conte di Vignanello |  |  | Sforza Vicino Marescotti, IV conte di Vignanello |  |
|                                                             |                                                         |                                                              |                                                       |  |  |       |  |  | Alessandro Marescotti Capizucchi, V conte di Vignanello |  |  | Sforza Vicino Marescotti, IV conte di Vignanello |  |
|                                                             |                                                         | Vittoria Ruspoli                                             |                                                       |  |  |       |  |  | Alessandro Marescotti Capizucchi, V conte di Vignanello |  |  |                                                  |  |
| Francesco Maria Marescotti Ruspoli, I principe di Cerveteri |                                                         |                                                              |                                                       |  |  |       |  |  | Alessandro Marescotti Capizucchi, V conte di Vignanello |  |  |                                                  |  |
|                                                             |                                                         | Anna Maria Corsini                                           | Andrea Corsini                                        |  |  |       |  |  |                                                         |  |  |                                                  |  |
|                                                             |                                                         | Anna Maria Corsini                                           | Andrea Corsini                                        |  |  |       |  |  |                                                         |  |  |                                                  |  |
|                                                             |                                                         | Anna Maria Corsini                                           | Agnoletta de' Medici                                  |  |  |       |  |  |                                                         |  |  |                                                  |  |
| Alessandro Ruspoli, II principe di Cerveteri                |                                                         | Anna Maria Corsini                                           |                                                       |  |  |       |  |  |                                                         |  |  |                                                  |  |
|                                                             |                                                         | Giuseppe Angelo Cesi, V duca d'Acquasparta                   | Giovanni Cesi, III principe di San Polo e Sant'Angelo |  |  |       |  |  |                                                         |  |  |                                                  |  |
|                                                             |                                                         | Giuseppe Angelo Cesi, V duca d'Acquasparta                   | Giovanni Cesi, III principe di San Polo e Sant'Angelo |  |  |       |  |  |                                                         |  |  |                                                  |  |
|                                                             |                                                         | Giuseppe Angelo Cesi, V duca d'Acquasparta                   | Giulia Veronica Ravignani Sforza Manzuoli             |  |  |       |  |  |                                                         |  |  |                                                  |  |
| Isabella Cesi                                               |                                                         | Giuseppe Angelo Cesi, V duca d'Acquasparta                   |                                                       |  |  |       |  |  |                                                         |  |  |                                                  |  |
|                                                             |                                                         | Giacinta Conti                                               | Carlo Conti, duca di Poli e Guadagnolo                |  |  |       |  |  |                                                         |  |  |                                                  |  |
|                                                             |                                                         | Giacinta Conti                                               | Carlo Conti, duca di Poli e Guadagnolo                |  |  |       |  |  |                                                         |  |  |                                                  |  |
|                                                             |                                                         | Giacinta Conti                                               | Isabella Muti di Rignano                              |  |  |       |  |  |                                                         |  |  |                                                  |  |
| Francesco Ruspoli, III principe di Cerveteri                |                                                         | Giacinta Conti                                               |                                                       |  |  |       |  |  |                                                         |  |  |                                                  |  |
|                                                             | Alessandro Marescotti Capizucchi, V conte di Vignanello | Sforza Vicino Marescotti, IV conte di Vignanello             |                                                       |  |  |       |  |  |                                                         |  |  |                                                  |  |
|                                                             | Alessandro Marescotti Capizucchi, V conte di Vignanello | Sforza Vicino Marescotti, IV conte di Vignanello             |                                                       |  |  |       |  |  |                                                         |  |  |                                                  |  |
|                                                             | Alessandro Marescotti Capizucchi, V conte di Vignanello | Vittoria Ruspoli                                             |                                                       |  |  |       |  |  |                                                         |  |  |                                                  |  |
| Mario Marescotti Capizucchi                                 | Alessandro Marescotti Capizucchi, V conte di Vignanello |                                                              |                                                       |  |  |       |  |  |                                                         |  |  |                                                  |  |
|                                                             |                                                         | Prudenza Gabrielli                                           | Marchese Mario Gabrielli, nobile romano               |  |  |       |  |  |                                                         |  |  |                                                  |  |
|                                                             |                                                         | Prudenza Gabrielli                                           | Marchese Mario Gabrielli, nobile romano               |  |  |       |  |  |                                                         |  |  |                                                  |  |
|                                                             |                                                         | Prudenza Gabrielli                                           | Maddalena Falconieri                                  |  |  |       |  |  |                                                         |  |  |                                                  |  |
| Prudenza Marescotti Capizucchi                              |                                                         | Prudenza Gabrielli                                           |                                                       |  |  |       |  |  |                                                         |  |  |                                                  |  |
|                                                             |                                                         | Giovanni Battista Sacchetti, II marchese di Castel Rigattini | Matteo Sacchetti, I marchese di Castel Rigattini      |  |  |       |  |  |                                                         |  |  |                                                  |  |
|                                                             |                                                         | Giovanni Battista Sacchetti, II marchese di Castel Rigattini | Matteo Sacchetti, I marchese di Castel Rigattini      |  |  |       |  |  |                                                         |  |  |                                                  |  |
|                                                             |                                                         | Giovanni Battista Sacchetti, II marchese di Castel Rigattini | Cassandra Ricasoli Rucellai                           |  |  |       |  |  |                                                         |  |  |                                                  |  |
| Cassandra Sacchetti                                         |                                                         | Giovanni Battista Sacchetti, II marchese di Castel Rigattini |                                                       |  |  |       |  |  |                                                         |  |  |                                                  |  |
|                                                             |                                                         | Caterina Acciaiuoli                                          | Donato Acciaiuoli                                     |  |  |       |  |  |                                                         |  |  |                                                  |  |
|                                                             |                                                         | Caterina Acciaiuoli                                          | Donato Acciaiuoli                                     |  |  |       |  |  |                                                         |  |  |                                                  |  |
|                                                             |                                                         | Caterina Acciaiuoli                                          | Anna Maria Altoviti                                   |  |  |       |  |  |                                                         |  |  |                                                  |  |
|                                                             |                                                         | Caterina Acciaiuoli                                          |                                                       |  |  |       |  |  |                                                         |  |  |                                                  |  |